# 1641 Тана
1641 Тана (1641 Tana) — астероїд головного поясу, відкритий 25 липня 1935 року.
Тіссеранів параметр щодо Юпітера — 3,219.